# Listopadowka (Kaliningrad)
Listopadowka (russisch Листопадовка, deutsch Bärholz) ist ein Ort in der russischen Oblast Kaliningrad. Er gehört zur kommunalen Selbstverwaltungseinheit Stadtkreis Selenogradsk im Rajon Selenogradsk.

## Geographische Lage
Listopadowka an der Mutschnaja (Thierenberger Mühlenfließ) liegt 27 Kilometer nordwestlich der Stadt Kaliningrad (Königsberg) an einer Nebenstraße, die von Gorkowskoje (Watzum) an der russischen Fernstraße A 192 über Dubrowka (Regehnen) bis zur jetzt untergegangenen Ortsstelle Thierenberg (russisch: Dunajewka) führt. Eine Bahnanbindung besteht nicht mehr, seit die Strecke der Fischhausener Kreisbahn mit der nächstgelegenen Bahnstation in Thierenberg seit 1945 nicht mehr betrieben wird.

## Geschichte
Der bis 1946 Bärholz genannte Dorf war ein Vorwerk zum Gut Thierenberg (russisch: Dunajewka) und gehörte als solches seit 1874 zum Amtsbezirk Thierenberg im Kreis Fischhausen (1939 bis 1945 Landkreis Samland) im Regierungsbezirk Königsberg der preußischen Provinz Ostpreußen. Am 31. März 1877 wurde aus dem Vorwerk Bärholz der Gutsbezirk Bärholz gebildet, in dem 1885 und 1910 jeweils 60 Einwohner gezählt wurden.
Die Eigenständigkeit des Ortes Bärholz währte nur 51 Jahre: Am 30. September 1928 schloss sich das Gutsdorf mit den Nachbarorten Arissau, Auerhof (beide nicht mehr existent), Markehnen (heute russisch: Krasnowka) und Thierenberg (Dunajewka, nicht mehr existent) zur neuen Landgemeinde Thierenberg zusammen.
In Kriegsfolge kam Bärholz mit dem nördlichen Ostpreußen 1945 zur Sowjetunion. Der Ort erhielt zu einem unbekannten Zeitpunkt (jedenfalls vor 1975) die russische Bezeichnung „Listopadowka“. Listopadowka wurde dem Dorfsowjet Schatrowski selski Sowet im Rajon Selenogradsk zugeordnet. Von 2005 bis 2015 gehörte der Ort zur Landgemeinde Krasnotorowskoje selskoje posselenije und seither zum Stadtkreis Selenogradsk.

## Kirche
Die Mehrzahl der Bärholzer Einwohnerschaft war vor 1945 evangelischer Konfession und gehörte zum Kirchspiel der Pfarrkirche in Thierenberg (russisch: Dunajewka, nicht mehr existent) im Kirchenkreis Fischhausen (Primorsk) in der Kirchenprovinz Ostpreußen der Kirche der Altpreußischen Union. Heute liegt Listopadowka im Einzugsbereich der evangelisch-lutherischen Auferstehungskirche in Kaliningrad (Königsberg) in der Propstei Kaliningrad der Evangelisch-lutherischen Kirche Europäisches Russland.

## Persönlichkeiten
- Kurt Schustehrus (* 25. März 1856 in Bärholz; † 1913), deutscher Kommunalpolitiker, ab 1899 Oberbürgermeister der Stadt Charlottenburg bei Berlin (heute: Berlin-Charlottenburg)